# Koninkrijk Hawaï

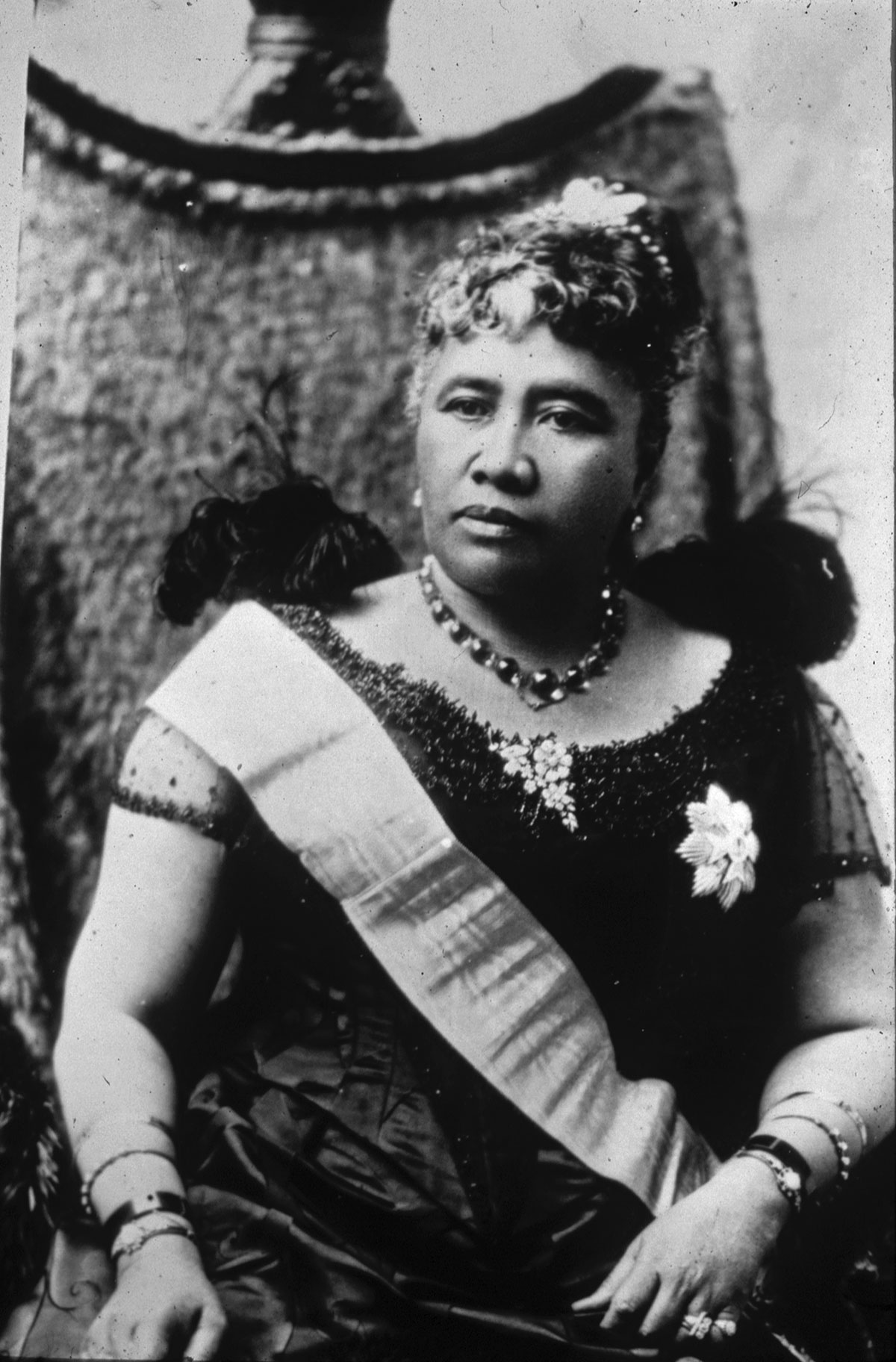
Koningin Liliuokalani, de laatste koningin van Hawaï

Van 1795 tot 17 januari 1893 was Hawaï een koninkrijk.
In 1794 kocht Kamehameha I kanonnen van de Britten en hiermee slaagde hij erin met geweld zijn macht uit te breiden over alle Hawaïaanse eilanden. Alleen Kauai trad in 1810 vrijwillig toe tot het koninkrijk. In 1795 werd Kamehameha I de eerste koning van Hawaï. Met Britse steun slaagde hij erin om Russische pogingen om op Hawaï een basis te stichten te dwarsbomen. Dankzij de Britse steun kreeg Hawaï een relatief stabiele monarchie.
Onder koning Kamehameha II werd in 1819 het oude kastenstelsel met het kapu (taboe) systeem afgeschaft. Vrouwen mochten voortaan samen met mannen eten of voedsel eten dat daarvoor voor hen verboden was. Mensenoffers werden verboden en de strikte regels betreffende hoge personen werden afgezwakt. Deze veranderingen werden gestimuleerd door Keōpūolani, de moeder van Kamehameha II, en Kaahumanu. Beide vrouwen waren echtgenotes van Kamehameha I. Ook de Hawaïaanse godsdienst (met onder meer de goden Pele en Kupua) werd afgeschaft, hoewel nog steeds aanhangers ervan te vinden zijn. Deze politiek werd versterkt door de komst van de eerste Amerikaanse protestantse missionarissen in 1820.
In 1840 kreeg Hawaï een eerste grondwet en een parlement. In 1842 werd een handelsverdrag gesloten met de Verenigde Staten en dit land breidde gaandeweg zijn invloed uit in het koninkrijk. In 1843 bezette de Britse marine-officier Lord George Paulet Hawaï gedurende vijf maanden (Paulet Affair / Provisional Cession).
In 1887 kreeg het land een nieuwe grondwet waarbij de macht van de koning sterk werd ingeperkt.
In 1893 werd koningin Liliuokalani afgezet door plaatselijke zakenlieden en politici.

## Koningen en koninginnen
Onderstaand een tabel met de naam van de vorst, de periode en korte opmerkingen.
| Naam vorst     | Periode   | Opmerking                                                                                               |
| -------------- | --------- | --- |
| Kamehameha I   | 1795–1819 | Verenigde de eilanden van Hawaï tot een koninkrijk                                                      |
| Kamehameha II  | 1819–1824 | Oudste zoon van Kamehameha I, bezocht Engeland, eerste christelijke missionarissen, geen kinderen       |
| Kamehameha III | 1825-1854 | Zoon van Kamehameha I, Hawaï werd van een absolute monarchie een christelijke constitutionele monarchie |
| Kamehameha IV  | 1855-1863 | Kleinzoon van Kamehameha I, adoptief zoon van Kamehameha III, overleefde zijn kind                      |
| Kamehameha V   | 1863-1872 | Kleinzoon van Kamehameha I, broer van Kamehameha IV                                                     |
| Lunalilo       | 1873-1874 | Koning is gekozen via een referendum, geen nakomelingen                                                 |
| Kalakaua       | 1874-1891 | Koning is gekozen via een referendum, zoon van Kamehameha V                                             |
| Liliuokalani   | 1891–1893 | Dochter van Kamehameha V, zuster van Kalakaua, werd afgezet                                             |
| Ka'iulani      | Vacant    | Deze kroonprinses heeft nooit geregeerd.                                                                |

## Na de staatsgreep
Op 4 juli 1894 ontstond de Republiek Hawaï.
Op 7 juli 1898 werden de eilanden officieel geannexeerd door de Verenigde Staten om op 22 februari 1900 een Amerikaans territorium te worden. Op 21 augustus 1959 werd Hawaï een Amerikaanse staat.